# Лан
Лан (лат. Linum usitatissimum) је једногодишња или двогодишња зељаста биљка са кратким вретенастим кореном. Стабљика је висока (30-80 cm), усправна, округла, без длака, обрасла листовима, у горњем делу је граната. Листови су наизменично распоређени, ланцетасти, дугачки 2-3 цм, широки 2-4 mm, без длака, зелени или сивозелени. Лиска је зашиљеног врха, са основом суженом у дршку. Цветови су на врху стабљике на дугачким дршкама, налазе се у цимозним цвастима. Чашица и круница су од по пет листића, крунични светлоплави, ружичасти или љубичасти, на врху заобљени, а ка основи клинасто сужени и жућкасти. Плод је лоптаста чаура са много семена, 6-8 mm дугачка. Семе је до 5 mm дуго, до 2 mm широко, спљоштено, с једне стране заобљено, с друге сужено. Светлосмеђе је боје, сјајно, слузавог и уљастог укуса када се загризе, без мириса. Цвета од јуна до августа.
Самоникло расте у пољима, поред путева, по ободу шуме; честа је биљка, распрострањена од равничарских до алпских подручја. Лан се гаји на плодном земљишту умереног климата где тражи доста воде.

## Употреба
Лан се коси или чупа, а семе се одваја млаћењем. Масно уље се добија цеђењем зрелог семена. Треба водити рачуна да семе, када се дуго и непрописно чува, не почне да клија, јер тада може бити отровно.
Семе лана је једно од најважнијих извора сушивих уља. Постоје подаци да се лан у ту сврху гајио још пре 6 000 година. Садржај уља у семену је од 32% до 43%. Ланено уље се углавном користи за прављење боја, лакова, фирнајза, линолеума, меких сапуна и штампарских боја. Оригинални линолеум, који је измислио Фредерик Валтон 1863. године, добио је име по ланеном уљу (линум - лан и олеум - уље). За добијање линолеума коришћено је оксидисано ланено уље које се мешало са мрвљеном плутом и бојама. Смеша је пресована на подлогу од јуте или конопље и затим печена. Добијени материјал је чврст, еластичан и водоотпоран, пре свега захваљујући особинама ланеног уља. Савремене синтетичке подне подлоге се праве од пластичних полимера од којих се многи и данас добијају из семених уља. Ланено уље користи се за израду неких фармацеутских препарата. Остаци после цеђења уља се користе као сточна храна богата беланчевинама.
Лан се комерцијално, ради семена, гаји углавном у Аргентини, Уругвају, Етиопији, Русији, Индији, Кини, Канади и у САД. Русија је највећи произвођач ланених текстилних влакана са 70% учешћа у светском тржишту.
Лан је некада био најважнија текстилна биљка, а сада је по значају иза памука. Порекло лана није сасвим јасно јер је познат као културна биљка још од праисторије. Стари Египћани су носили одећу од лана, увијали мумије у ланено платно, а слике биљке лана се могу видети на зидовима у гробницама. Стари Грци су увозили лан давно пре хришћанства.
Ланена влакна су изузетно јака, чврста и истегљива. Употребљавају се за израду ланеног сукна, конца, грубог платна, квалитетног папира, изолационих материјала.